# Vallemaio
Vallemaio település Olaszországban, Lazio régióban, Frosinone megyében. Lakosainak száma 892 fő (2023. január 1.). Vallemaio Castelnuovo Parano, San Giorgio a Liri, Sant’Andrea del Garigliano, Castelforte, Coreno Ausonio és Sant’Apollinare községekkel határos.

## Népesség
A település lakossága az elmúlt években az alábbi módon változott:
| Lakosok száma | 937  | 934  | 892  |
|               | 2017 | 2018 | 2023 |